# Paradicsomkert

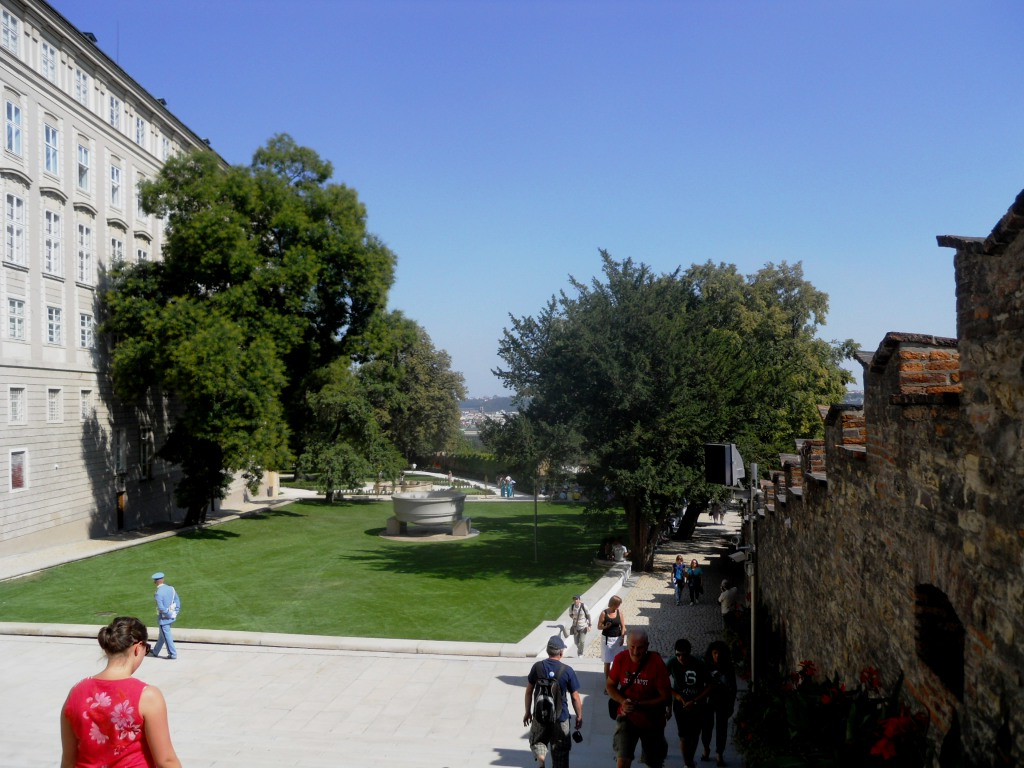
A Paradicsomkert a kőtállal

A Paradicsomkert (csehül: Rajská zahrada) a prágai várat körülvevő kertek déli sorának nyugati tagja az új királyi palota és az új várlépcső között.

## Története
Elődje Ferdinánd főherceg magánkertje volt; ezt az 1550-es években alakították ki a várárok feltöltése után. Miután Ferdinánd megörökölte a Tiroli grófság trónját (1564-ben), a kert Rudolf főhercegé, a későbbi II. Rudolf császáré lett. Ő egyebek között királyi fürdőt és madárházat is építtetett ide. Idővel egyre több szórakozási lehetőséget nyújtott az előkelőknek. Volt itt egyebek között:
- torony, rézfúvósokkal és
- kilátó is, de idővel mindegyik épület leégett, a harmincéves háború alatt és után a kert állapota egyre csak romlott.

Az eredeti parkból csak egy lugas meredt meg az Új várlépcső fölött; ennek tetején szélkakas forog Mátyás császár és felesége, Anna császárné monogramjával.
Két teraszát a 17/18. század fordulóján alakították ki.
Az 1920-as években Jože Plečnik áttervezte és korszerűsítette. 

## Építményei
A kert közepén álló, 40 tonnás kőtálat a mrakotíni bányában fejtett gránitból faragták, és 1930-ban szállították jelenlegi helyére. Az aszfaltozott utacskák mellett szobrok állnak. A két terasz közötti monumentális lépcsősor nem akadálymentesített. A tornyos pavilont lezárták.

## Növényzete
A kert kőkerítése egyhelyütt kiöblösödik, hogy kikerülje a prágai vár egyik legöregebb fáját, egy 400 évesre becsült tiszafát.